# Organogenní sediment
Organogenní sediment (také biogenní sediment nebo organická usazenina) je druh sedimentární horniny, více či méně zpevněné usazeniny vytvořené z odumřelých částí rostlin, prvoků a minerálních zbytků živočišných koster (horninotvorných organismů). Obvykle jsou mořského, sladkovodního nebo terestrického původu a zrnitost horniny jemná a barva nejčastěji od tmavě hnědé po černou.

## Charakteristika
Jedná se o ekonomicky velmi významnou skupinu usazenin. Mezi biogenní sedimenty se řadí především: uhlí, rašelina, ropa a asfalt. Mezi méně důležité patří například pryskyřice fosilních jehličnanů známá pod názvem jantar. Jako organické sedimenty se obvykle označují i vrstvy materiálu biologického původu, například ptačího trusu (guáno).

## Vznik
Vznik je podnícen geochemickou transformací tkání rostlin a živočichů, jež jsou bohaté na uhlík, a které se nahromadily během sedimentace a stanou se tak součástí sedimentární horniny. V nedávné době bylo zjištěno, že na dnech oceánů probíhá významný proces zvaný chemosyntéza, kterou pohání teplo hydrotermálních pramenů. Dlouhé uhlíkové řetězce tkání organismů degradují na kratší a především kruhovité molekuly. Ty jsou potom ukládány v sedimentu. Zde se později mění v ropu či zemní plyn (metan). Dále biogenní sediment vzniká v půdách a pevných uloženinách (rašelina, uhlí), v závislosti na geologických podmínkách okolí a hloubce uložení (tlak, teplota).
Plyn a ropa obvykle unikají ze svých matečních hornin na povrch nebo jsou pod povrchem zachyceny póry klastických hornin (pískovec).
Vznik rašeliny a uhlí je závislý na ukládání rostlinného materiálu v jednotlivých vrstvách, jež jsou až několik set metrů silné. Tyto vrstvy bývají prokládány fosilními břidlicemi, pískovci či vápenci. Pro uhlí vznikly nejpříznivější podmínky především v období karbonu v oblastech s teplým a vlhkým podnebím. Rašelina pohřbená pod mladšími sedimenty se postupně se stoupajícím tlakem mění v lignit, hnědé, černé uhlí a antracit. Kvalita v tomto případě = množství obsahu uhlíku.
Na mechanickém rozrušování a chemickém zvětrávaní hornin a nerostů se podílejí rostliny. Rozrušují půdu svými kořeny a rozkládají nerosty látkami, které vylučují kořenovými vlásky. Mnozí živočichové vytvářejí v půdě a v horninách chodbičky, kterými proniká do půdy a hornin voda a vzduch. Tím se vytvářejí podmínky pro účinnější zvětrávání hornin a nerostů. Také výměšky živočichů horniny rozrušují. Na přenášení rozrušených hornin se podílejí organismy jen velmi málo. Tvořivou činností však velmi výrazně zasahují do utváření zemské kůry. Nahromaděním odumřelých těl rostlin a živočichů nebo jejich koster a schránek se vytvářela na dně moří, jezer a močálů souvrství usazených hornin organického původu - organogenních usazenin.
Na dně mělkých a teplých moří vznikly činností organismů, např. korálů, útesy tvořené vápencem. Vápence vznikly i nahromaděním vápenatých schránek živočichů, popř. ještě zpevněním chemicky vysráženého vápenatého kalu. Vápence jsou různě zbarveny, nejčastěji světle šedě až tmavě šedě. Někdy v nich můžeme pozorovat zachované schránky organismů nebo úlomky schránek.
Zbytky odumřelých těl rostlin, které se nahromadily v místech nedostatečným přístupem vzduchu, zpravidla pod vodou, se mění v rašelinu. Tvoří se i postupným zarůstáním břehů v mělkých stojatých vodách, v opuštěných ramenech řek, v jezerech, v močálech jak v nížinách, tak v horských oblastech, kde je nepropustný podklad a hojné srážky. Rostliny, především mech rašeliník, vyrůstají na vrstvě starších odumřelých zbytků. Postupně odumírající části rostlin vytvářejí stále nové vrstvy rašeliny.
Rašelina je hnědě zbarvená. Lze v ní rozeznat rostlinné zbytky. Používá se jako palivo, v zahradnictví k úpravě půd, v lázeňství aj.
Vrstvy uhlí (uhelné sloje) vznikly prouhelněním nahromaděním rostlinných zbytků za nepřístupu vzduchu, působením tlakových sil nadložních vrstev usazených hornin a vyšší teploty v hlubších částech zemské kůry. Z těl rostlin, zejména z mohutných jehličnatých a listnatých stromů, jež rostly před několika desítkami milionů let, vzniklo nepříliš prouhelněné hnědé uhlí. Ze zbytků stromovitých rostlin - pravěkých přesliček, plavuní a kapradin, které se prouhelňovaly stamilióny let, vzniklo černé uhlí.
Zbytky drobných živočichů a rostlin, které se spolu s bahnem usazovaly na dně klidných mořských zátok, mohou dát vzniknout ložiskům ropy a zemního plynu. Usazené zbytky těchto organismů za nepřístupu vzduchu rozkládají bakterie a následně vzniklá ložiska zemního plynu se nazývají biogenická. Biogeneze probíhá pouze v mělkých částech zemské kůry a jejími produkty jsou pouze plynné uhlovodíky (metan). Při pokračující subsidenci sedimentární pánve biogeneze ustává a začnou probíhat procesy termogenické. Při termogenické přeměně organické hmoty vznikají jak plynné uhlovodíky (zemní plyn), tak tekuté uhlovodíky (ropa) i pevné uhlovodíky (asfalt). Takto vzniklé plynné a kapalné uhlovodíky následně migrují podle geologických zlomů a porézních vrstev do porézních hornin uzavřených v ropných pastech, ze kterých se těží.
Organogenní sedimenty jsou důležité zdroje energie a surovin chemického průmyslu. Zvláště ropa má široké využití. Rašelina, uhlí, ropa, zemní plyn a asfalt jsou hořlavé organogenní usazeniny.